# Ансуеър
„Ансуеър“ е международен моден онлайн магазин, който предлага дрехи, обувки, аксесоари, спортни стоки и маркови изделия за дома. „Ансуеър“ оперира на 10 пазара – в България, Гърция, Кипър, Полша, Румъния, Словакия, Украйна, Унгария, Хърватска и Чехия.

## История
„Ансуеър“ започва своята дейност в Полша през 2011 г. Две години по-късно инвестиционният фонд MCI Venture Capital инвестира в развитието ѝ и „Ансуеър“ започва да отваря нови пазари в Централна и Източна Европа.
През 2014 г. Чехия и Словакия се присъединяват към портфолиото на компанията, през 2015 г. – Румъния и Украйна, през 2016 г. – Унгария. В България „Ансуеър“ отваря врати през 2018 г. Гърция, Хърватска и Кипър посрещат компанията през 2021 г.
През септември 2020 г. компанията започва процедура към Полския финансов регулатор с цел търгуване на акциите ѝ на Полската фондова борса. През декември същата година е регистрирана и оценена на стойност над 80 милиона полски злоти (над 34 милиона лева).
През януари 2021 г. „Ансуеър“ започва да търгува акции на Варшавската фондова борса, като те се покачват с 19,6% след официалната регистрация.

## Награди и отличия
„Ансуеър“ получава първата си награда 6 месеца след създаването си. Оттогава компанията е спечелила над 50 награди в областта на електронната търговия, включително:
- Награда Webstar за уебсайт на годината за 2011 г.
- Награда за най-добър онлайн магазин в модната индустрия за 2012 г. от Fashion Website Awards.
- Награда в категорията „Откритие на 2013 г.“ от Consumer's Laurel 2013.
- Награда в категорията за най-добър онлайн магазин от E-Commerce Innovation Awards 2017.